# 井口イチロウ
井口 イチロウ（いぐち イチロウ、1982年9月7日 - ） は、北海道出身の作曲家、編曲家、音楽プロデューサー。

## 概要
2011年、音楽制作チーム「SCRAMBLES（スクランブルズ）」に結成時より所属。音楽理論に造詣が深く、幅広い楽曲制作を得意とするが特に日本人になじみやすいキャッチーなメロディ作りと、独特なシンセサウンドメイクに定評がある。函館生まれで札幌育ちの道産子。
2023年7月にSCRAMBLESから退社,フリーランスの作家となる。

## 主な提供作品
Aぇ! group
- 「Aぇ! LAND」（共作曲・共編曲）

BiSH
- 「MONSTERS」（編曲）
- 「Is this call??」（編曲）
- 「DA DANCE!!」（編曲）
- 「ウォント」（編曲）
- 「OTNK」（編曲）
- 「NO THANK YOU」（編曲）
- 「オーケストラ」（編曲）
- 「Primitive」（作曲・編曲）
- 「My distinction」（作曲・編曲）
- 「O・S」（編曲）
- 「I am me.」（編曲）
- 「CAN YOU??」（ギター）
- 「ZENSHiN ZENREi」（編曲）

BiS
- 「YELL!!」（作詞・作曲・編曲）
- 「レリビ」（編曲・ギター）
- 「スプリットブレインシンドローム」（編曲）
- 「gugigi」（作曲・編曲）
- 「survival dAnce ?no no cry more?」（シンセプログラミング）
- 「PPCC」（シンセプログラミング）
- 「I wish I was SpecIaL」（作曲・編曲）
- 「GET YOU」（シンセプログラミング）
- 「Song for a」（シンセプログラミング）
- 「あの頃(BiS kyousyuku version)」（シンセプログラミング）
- 「FiNAL DANCE」（シンセプログラミング）
- 「nasty face」（編曲・ギター）

BiS（第二期）
- 「BiSBiS」（編曲）
- 「レリビ」（編曲）
- 「CHANGE the WORLD」（作曲・編曲）
- 「SOCiALiSM」（編曲）
- 「Are you ready?」（編曲）※豊住サトシ / 佐藤カズキ / oni / 阿部コウヘイ / Ohara just begun / 仲谷コータロー(SMC)と共同

BiS（第三期）
- 「STUPiD」（編曲）
- 「SURRENDER」（編曲）
- 「ナンデスカ?」（作曲）
- 「CURTAiN CALL」（編曲）
- 「HiDE IN SEW」（編曲）

CARRY LOOSE
- 「CARRY LOOSE」（作曲）
- 「戻らないように」（作曲・編曲）
- 「WEATHEROCK」（作曲）
- 「RAKUEN」（作曲）
- 「WHEN WE WISH UPON A STAR」（作曲・Track design）
- 「たんたかたん」（Track design）
- 「pretender」（作曲・編曲）
- 「Deep throns」（作曲・Track design）
- 「にんげん」（Track design）
- 「23:59」（作曲）
- 「COLARS」（作曲）

EMPiRE
- 「EMPiRE is COMiNG」（編曲）
- 「EMPiRE originals」（編曲）
- 「A journey」（編曲）

GANG PARADE
- 「sugar」（作曲・編曲）
- 「this is love song」（作曲・編曲）
- 「Happy Lucky Kirakira Lucky」（作曲・編曲）
- 「普通の日常」（編曲）
- 「CAR RADIO」（編曲）
- 「来了」（編曲）
- 「RATESHOW」（編曲）
- 「BOND」（編曲）
- 「らびゅ」（編曲）
- 「Wake up beat」（編曲）
- 「I don`t say sentiment」（編曲）
- 「ROOM」（編曲）

PEDRO
- 「猫背矯正中」（編曲）
- 「Dickins」（編曲）

GO TO THE BEDS
- 「I don't say sentiment」（編曲）

PARADISES
- 「お願い」（編曲）
- 「終わらない旅」（編曲）
- 「BRIGHT FUTURE,YOUR SMILE」（編曲）
- 「PLEASE LISTEN TO MY」（編曲）
- 「ALIVE」（作曲）
- 「Special Xmas Song」（編曲）
- 「Youth Song」（編曲）
- 「消えないもの」（編曲）
- 「Visions」（編曲）

豆柴の大群
- 「まめのうた」（編曲）
- 「君以外にモテたい」（編曲）
- 「まめサマー!?」（編曲）

i☆Ris
- 「 希望の花を」（編曲）

中川翔子
- 「DreamDriver」（ギター）
- 「Rolling Star」（ギター）
- 「寒い夜だから…」（ギター）
- 「白い花」（ギター）

井上苑子
- 「ソライロブルー」（作曲・編曲）
- 「シルエット」（作曲・編曲）

DISH//
- 「HIGH-VOLTAGE DANCER」（編曲）

BAND-MAID
- 「freedom」[1]（作曲）

喜多修平
- 「JUSTxxx」（作曲・編曲）

寺島拓篤
- 「光の在処」（作曲）

ばってん少女隊
- 「STORM!」（編曲）

チームしゃちほこ
- 「翼を授けてグローリア」（作曲・編曲）

monogatari
- 「もう一回君に好きと言えない」（編曲）

坂口有望
- 「radio」（編曲）

NATASHA
- 「ナターシャ」（編曲）
- 「MOONLiGHT」（編曲）
- 「VOLCANO」（編曲）

椎名ぴかりん
- 「魔界のI LOVE YOU」（作曲・編曲）
- 「+゜*。:゜+(*´∀`*)+゜:。*+ぴかりんFUTURE+゜*。:゜+(*´∀`*)+゜:。*+	」（編曲）

メレンゲ
- 「あの夜明け前の” 僕らについて　」（アコースティック・ギター）

BELLRING少女ハート
- 「UNDO」（編曲・ギター）

LUI◇FRONTiC◆松隈JAPAN
- 「i'm with you〜シーソーゲーム〜」（作曲）

MELiSSA
- 「DEAD HEAT DRiVE」（作曲・編曲）※作詞は古川朋久と共作

プラニメ
- 「Plastic 2 Mercy」（シンセプログラミング）

POP
- 「who am I?」（編曲）

POPPING EMO
- 「Say Hello to the World 」（作曲・編曲）
- 「覚醒サテライト」（作曲・編曲）
- 「純情スペクタクル」（作曲・編曲）
- 「Fairy Tale」（作曲・編曲）
- 「青春グローリーデイズ」（作曲・編曲）
- 「crying×crying」（作曲・編曲）
- 「RIOT」（作曲・編曲）
- 「ミリオンスマイル」（作曲・編曲）
- 「不条理テンダネス」（作曲・編曲）
- 「ミラクルラブストーリー」（作曲・編曲）
- 「ミリオンスマイル」（作曲・編曲）
- 「サヨナラLOVER」（編曲）
- 「わがままシンデレラ」（作曲・編曲）
- 「DAYS」（作曲・編曲）
- 「感傷リグレット」（作曲・編曲）
- 「AMAZING GIRL」（作曲・編曲）
- 「ハイテンションプリーズ」（作曲・編曲）
- 「Layla」（作曲・編曲）
- 「うたかた」（作曲・編曲）
- 「仏恥義理」（作曲・編曲）
- 「ジレンマ」（作曲・編曲）
- 「Beautiful Dreamer」（作曲・編曲）
- 「メランコリック憂鬱」（作曲・編曲）
- 「アオハル」（作曲・編曲）
- 「FREEDOM」（作曲・編曲）
- 「Virtual Eternity」（作曲・編曲）
- 「僕の歌」（作曲）
- 「君色メモリーズ」（作曲）
- 「Goodbye My Dear」（作曲・編曲）
- 「パラレルワールド」（作曲）
- 「SELFISH」（作曲）

つばさFly
- 「DON'T WORRY BE ALRIGHT」（サウンドプロデュース・編曲）
- 「Unforgettbale days」（作曲・編曲）
- 「Sing a Song」（編曲）
- 「Loneliness」（作曲・編曲）
- 「Song for you」（作曲・編曲）
- 「Life is Beautiful」（編曲・ギター）
- 「Nevermind」（編曲・ギター）
- 「ジターバグ」（編曲・ギター）
- 「The Endless Summer」（編曲・ギター）
- 「Take My Hand」（作曲・編曲）

柳瀬蓉
- 「月都幻影」（作曲・編曲・サウンドプロデュース）
- 「兎天楼」（サウンドプロデュース・ギター）

touch my secret
- 「music」（作曲）[2]
- 「like a paradise」（作曲）[3]

Symdolick
- 「朝焼けミラージュ」（作詞・作曲）

『逆転吉原 扇屋編』
- 巡リ華（作詞・作曲・編曲）[5]

地球防衛軍2ポータブルＶ2
- プロモーションサウンド（作曲・編曲）

舞台音楽
- グレイスフルプロデュース『亜雌異人愚アメイジングなグレイス』（劇中歌・編曲）
- 美男高校地球防衛部LOVE!（劇中曲）
- 熱いぞ!猫ヶ谷!!（劇中曲）
- サイコメトラーEIJI（劇中曲）
- ドン・ドラキュラ（劇中曲）

BGM
- チームラボ『チームラボジャングル-Kids Moon』（BGM）